# 926 (číslo)
Devět set dvacet šest je přirozené číslo. Římskými číslicemi se zapisuje CMXXVI a řeckými číslicemi ϡκϝ´ nebo ϡκϛ´. Následuje po čísle devět set dvacet pět a předchází číslu devět set dvacet sedm.

## Matematika
926 je:
- Deficientní číslo
- Složené číslo
- Poloprvočíslo
- Nešťastné číslo
- Součet šesti po sobě jdoucích prvočísel (139 + 149 + 151 + 157 + 163 + 167)

## Astronomie
- (926) Imhilde je planetka hlavního pásu, kterou objevil v roce 1920 Karl Wilhelm Reinmuth
- NGC 926 je spirální galaxie s příčkou v souhvězdí Velryby

## Roky
- 926
- 926 př. n. l.